# Georg Rusche
Georg Rusche (geboren 17. November 1900 in Hannover; gestorben 19. Oktober 1950 in London) war ein deutscher Soziologe.

## Leben und Tätigkeit
Rusche war der Sohn des gleichnamigen Arztes Georg Rusche. Nach dem Schulbesuch in Hagen studierte er Philosophie, Jura und Sozialwissenschaften in Münster, Frankfurt, Göttingen und Köln. 1924 promovierte er mit einer von Erwin von Beckerat betreuten Arbeit an der Universität Köln zum Dr. phil. Eine zweite Promotion (zum Dr. soz.) erfolgte 1926, ebenfalls in Köln. Danach arbeitete er kurzzeitig als Gefängnisdirektor in Bautzen.
Ende der 1920er Jahre wurde Rusche Assistent von Karl Pribram am Volkswirtschaftlichen Seminar der Universität Frankfurt. Ab 1930 war er zudem Mitarbeiter am Frankfurter Institut für Sozialforschung.

### Leben in der Emigration bis 1940
Kurz nach dem Machtantritt der Nationalsozialisten wurde Rusche, der nach nationalsozialistischer Definition aufgrund der Abstammung seiner Mutter als Halbjude galt, aus dem Dienst der Universität Frankfurt entlassen. Er ging daraufhin als Emigrant nach Paris von dort nach Großbritannien. Da er dort keine Anstellung finden konnte, siedelte er 1935 zeitweise nach Palästina über, von wo er schließlich wieder nach Großbritannien zurückkehrte. In diesen Jahren lebte er in steter materieller Bedrängnis und war in zwielichtige Händel, die dem Zweck dienten, an Geld zu kommen, verwickelt: So berichtete eine Zeitungsnotiz über einen von ihm begangenen Heiratsschwindel: Er versprach – obwohl homosexuell veranlagt – einer Frau die Ehe, um von ihrer Familie eine finanzielle Beihilfe zu erlangen und ließ die geplante Eheschließung danach unter Verweis auf seine psychosexuellen Probleme platzen. Auch litt er spätestens seit diesem Zeitpunkt seines Lebens an Depressionen und galt als schwierige Persönlichkeit.
1939 erschien Rusches, gemeinsam mit Otto Kirchheimer verfasstes, wichtigstes Werk Punishment and Social Structure in englischer Übersetzung in den Vereinigten Staaten als erste Publikation des International Institute of Social Research. Das Werk, eine systematische Untersuchung der Wechselbeziehung von Strafvollzug und Sozialwesen (insbesondere des Arbeitsmarktes) vom ausgehenden 16. Jahrhundert bis in die 1930er Jahre, basierte auf einem Forschungsprojekt, das er noch während seiner Tätigkeit im Institut für Sozialforschung in Deutschland im Jahr 1931 begonnen hatte: Nachdem er, inspiriert durch seine Tätigkeit im sächsischen Strafvollzug, einen kurzen Aufsatz über die Beziehung von Strafvollzug und Arbeitsmarkt geschrieben hatte, wurde er 1931 vom Institut für Sozialforschung damit beauftragt, eine Studie zu diesem Thema im Buchumfang anzufertigen. Eine Zusammenfassung dieses Projektes war 1933 noch in der Zeitschrift des Instituts, der Zeitschrift für Sozialforschung, veröffentlicht worden. In der Emigration hatte Rusche das dazugehörige, mehr als 400seiten lange, Manuskript des Werkes fertig gestellt. Da die Gutachter dieses jedoch als überarbeitungsbedürftig ansahen und Rusche hierzu bedingt durch seinen Aufenthalt in Palästina nicht in der Lage war, wurde der Jurist Kirchheimer mit der Überarbeitung beauftragt. Das von diesem im Zeitraum Winter 1937 bis Sommer 1938 umgearbeitete Werk erschien daher 1939 unter den Namen beider Forscher in englischer Übersetzung. Eine Rückübersetzung ins Deutsche wurde erstmals 1974 veröffentlicht.
Punishment and Social Structure gilt als ein Schlüsseltext der Kritischen Theorie, wurde in der Kriminalsoziologie aber nur mäßig rezipiert. Inhaltlich versuchen Rusche und Kirchheimer zu zeigen, dass das Strafvollzugwesen nicht als eine eigenständige soziale Entität anzusehen ist, sondern eine enge Beziehung zwischen diesem und den sozioökonomischen Verhältnissen in das es eingebettet ist besteht (in der Forschung als Rusche und Kirchheimer Theorie bekannt geworden): Sie stellten sich mit ihrem Werk gegen die damals herrschende Theorie, dass die soziale Reaktion auf Verbrechen schlicht eine Konsequenz auf die Verbrechen als solche sei und deuteten die Einkerkerung von Gefangenen als eine Äußerung der übergeordneten Sozialstrukturen. Der Arbeitsmarkt und seine Erfordernisse und Verhältnisse zu einem bestimmten Zeitpunkt seien es jeweils, was Art, Organisation und Umfang der Inhaftierung zu diesem Zeitpunkt bestimmte. Als Ergänzungshypothese führten sie zudem die Überlegung in die Forschung ein, dass die Lebensverhältnisse im Gefängnis einer Gesellschaft zu einer bestimmten Zeit stets in einer direkten Relation zu den Lebensverhältnissen außerhalb desselben stünden: Damit der Strafvollzug eine abschreckende Wirkung habe, müsste die Qualität des Lebens im Gefängnis stets niedriger sein als die Qualität des Lebens der Ärmsten der Armen – aus deren Schicht ein Großteil der Häftlinge üblicherweise kommen würde – außerhalb des Gefängnisses.
So setzen beide das Aufkommen der Zucht- und Armenhäuser in der frühen Neuzeit in Zusammenhang mit der Wirtschaftspolitik des Merkantilismus und dem daraus resultierenden Arbeitskräftebedarf.

### Zweiter Weltkrieg und Nachkriegszeit
1940 wurde Rusche in Großbritannien – da er formal noch immer deutscher Staatsbürger war – infolge des Ausbruchs des Zweiten Weltkriegs als Enemy Alien verhaftet. Zusammen mit mehreren hundert anderen deutschen und italienischen Kriegsgefangenen und Internierten wurde er auf dem Schiff Arandora Star nach Kanada deportiert: Er überlebte die Versenkung dieses Schiffes – bei der die Hälfte der etwas über 1500 Personen an Bord ums Leben kamen – während der Überfahrt über den Atlantik durch ein deutsches U-Boot am 2. Juli 1940 und wurde mit anderen Überlebenden von einem anderen Schiff geborgen. In der Folgezeit wurde er in verschiedenen Internierungslagern festgehalten, bevor er Anfang 1941 wieder auf freien Fuß gelangte.
Nach dem Krieg lebte er erneut in Großbritannien, wo er seinen Lebensunterhalt an Emigrantenschulen verdiente. Seine Beschäftigungen wechselte er dabei in rascher Folge, u. a. wegen Vorwürfen, dass er ungehörige Beziehungen zu einigen seiner Zöglinge unterhielt. Im November 1950 nahm Rusche sich das Leben.

## Schriften
- "Zuchthausrevolten oder Sozialpolitik. Zu den Vorgängen in Amerika", in: Frankfurter Zeitung vom 1. Juni 1930. (Nachdruck als "Prison Revolts or Social Policy: Lessons from America", in: Crime and Social Justice, 13 (1980), S. 41–4)
- Arbeitsmarkt und Strafvollzug. In: Zeitschrift für Sozialforschung, 1933, S. 63–78.
- Bemerkungen zum Rechtsbegriff und zu den Grundsätzen der philosophischen Rechtslehre, 1924.
- Bemerkungen zur logischen Grundlage der theoretischen Ökonomik, 1929.
- Punishment and Social Structure (mit Otto Kirchheimer), New York 1939.
  - Sozialstruktur und Strafvollzug (mit Otto Kirchheimer), übersetzt von Helmut u. Susan Kapczynski, Europäische Verlagsanstalt, Köln/Frankfurt am Main 1974, ISBN 3-434-20054-1.
  - erneut in: Otto Kirchheimer: Gesammelte Schriften. Band 3: Kriminologische Schriften, hrsg. v. Hubertus Buchstein und Lisa Klingsporn, Baden-Baden 2019, ISBN 978-3-8487-4733-7